# Томар
Тома́р (порт. Tomar; МФА: [tu.ˈmaɾ], Тума́р) — муніципалітет і місто в Португалії, в окрузі Сантарен. Розташований у центральній частині країни, на теренах історичної португальської провінції Ештремадура. Належить до Сантаренської діоцезії Католицької церкви в Португалії. Права міського самоврядування має з 1107 року. Поділяється на 11 парафій. За адміністративним поділом, чинним до 1976 року, був складовою провінції Рібатежу. Площа муніципалітету — 351,2 км², населення муніципалітету — 39682 ос. (2011); густота населення — 112,99 осіб/км²
. Патрон — Іван Хреститель. Святковий день муніципалітету — 1 березня. Поштовий індекс — 2300.  Код місцевої адміністративної одиниці — 1418. Складова статистичного регіону Центр.

## Назва
- Томар (порт. Tomar, стара орфографія: порт. Thomar) — сучасна португальська назва.

## Географія
Томар розташований в центрі Португалії, на півночі округу Сантарен.
Томар межує на півночі з муніципалітетом Феррейра-ду-Зезере, на сході — з муніципалітетом Абрантеш, на півдні — з муніципалітетом Віла-Нова-да-Баркіня, на заході — з муніципалітетом Торреш-Новаш, на північному заході — з муніципалітетом Орен.
У Томарі протікає річка Набан.

## Історія
1162 року португальський король Афонсу І надав Томару форал, яким визнав за поселенням статус містечка та муніципальні самоврядні права.

## Населення
| Кількість мешканців | Кількість мешканців | Кількість мешканців | Кількість мешканців | Кількість мешканців | Кількість мешканців | Кількість мешканців | Кількість мешканців | Кількість мешканців | Кількість мешканців | Кількість мешканців | Кількість мешканців | Кількість мешканців | Кількість мешканців | Кількість мешканців | Кількість мешканців |
| ------------------- | ------------------- | ------------------- | ------------------- | ------------------- | ------------------- | ------------------- | ------------------- | ------------------- | ------------------- | ------------------- | ------------------- | ------------------- | ------------------- | ------------------- | ------------------- |
| 1864                | 1878                | 1890                | 1900                | 1911                | 1920                | 1930                | 1940                | 1950                | 1960                | 1970                | 1981                | 1991                | 2001                | 2011                |                     |
| 21894               | 25175               | 27987               | 31360               | 34951               | 36907               | 39179               | 44210               | 46071               | 44161               | 40750               | 45672               | 43139               | 43006               | 40677               |                     |

## Пам'ятки
- Томарський замок — тамплієрський замок кінця ХІІ століття; резиденція магістрів Ордена Христа.